# Château de Nieul-lès-Saintes
Le château de Nieul est situé à Nieul-lès-Saintes, en Charente-Maritime.

## Historique
Jeanne de Parthenay hérite de la terre de Nieul en 1370, et c'est son mari, Jean Chaudrier (ou Jehan Chaudrier), un ancêtre de Ronsard, qui construit ce château fort. C'est ce même Jean Chaudrier, maire de La Rochelle, qui est célèbre pour avoir délivré la ville des Anglais grâce à une ruse.
Dans les années 1550, les seigneurs de Nieul suivent les idées de Calvin. En 1573 et 1574 le culte protestant y est célébré.
À partir de 1630, il y eut de nombreux co-seigneurs jusqu'en 1720 où il revient à Gabriel Limousin.
Le château est vendu comme bien national en 1793, et est partagé entre trois agriculteurs.
À partir de 1972, il fait l'objet d'une restauration profonde.

## Architecture
Le château est entouré de douves sèches qui étaient munies de deux ponts-levis.
Il présente une enceinte polygonale irrégulière aux murs à contreforts en saillie à l'angle des courtines, qui font penser à l'architecture militaire des XIIIe siècle et XIVe siècle. Les courtines qui sont hautes de plus de 12 mètres étaient couronnées d'un chemin de ronde qui est toujours présent sur la façade des deux tours carrées.
Dans la cour intérieure, logis et communs sont adossés à la muraille. Des trois tours d'escalier il en reste deux, la troisième ne menant qu'aux salles voûtées en sous-sol.
Sa restauration se poursuit et il a été inscrit à l'Inventaire supplémentaire des monuments historiques le 8 juillet 1988.

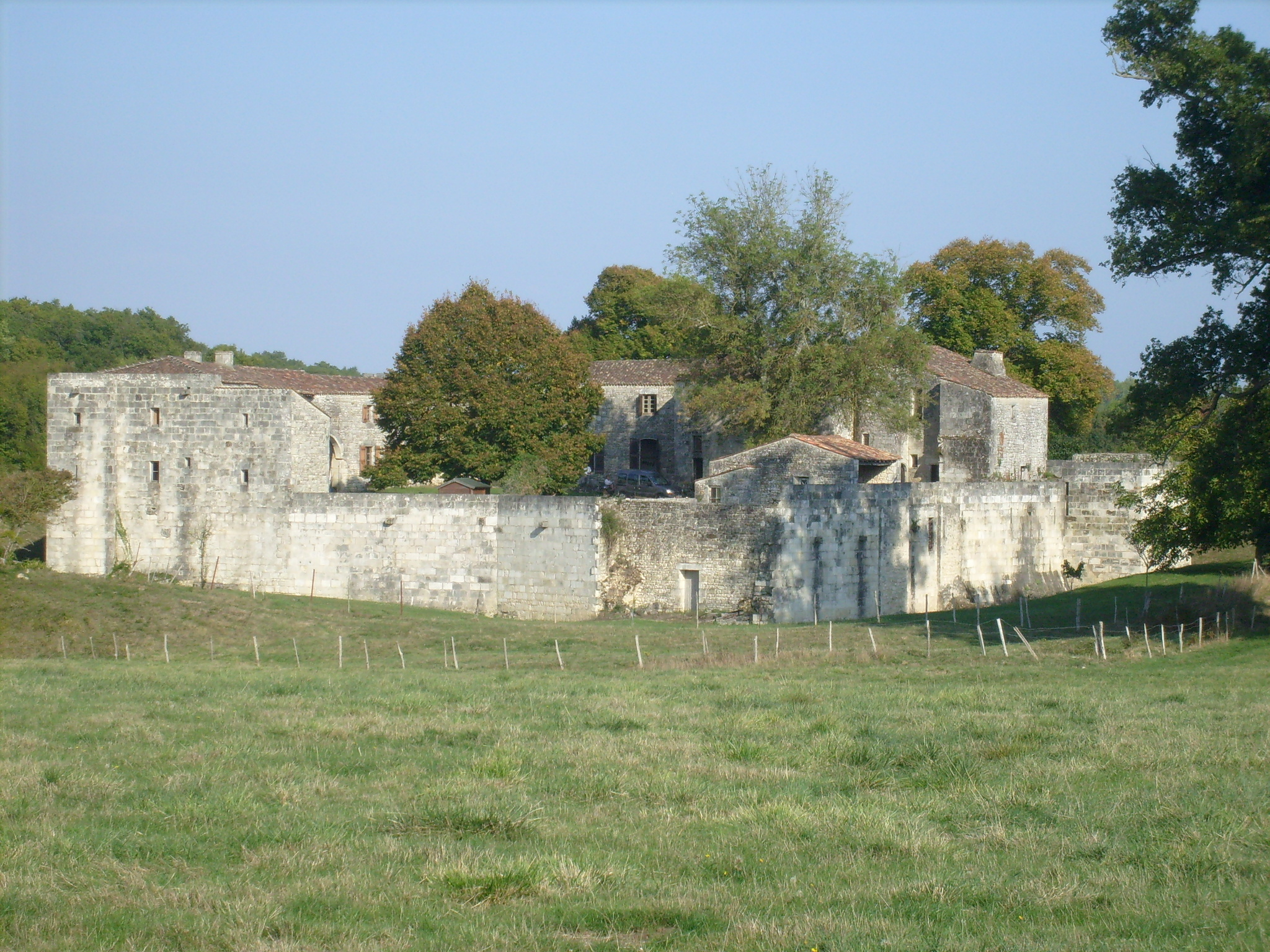
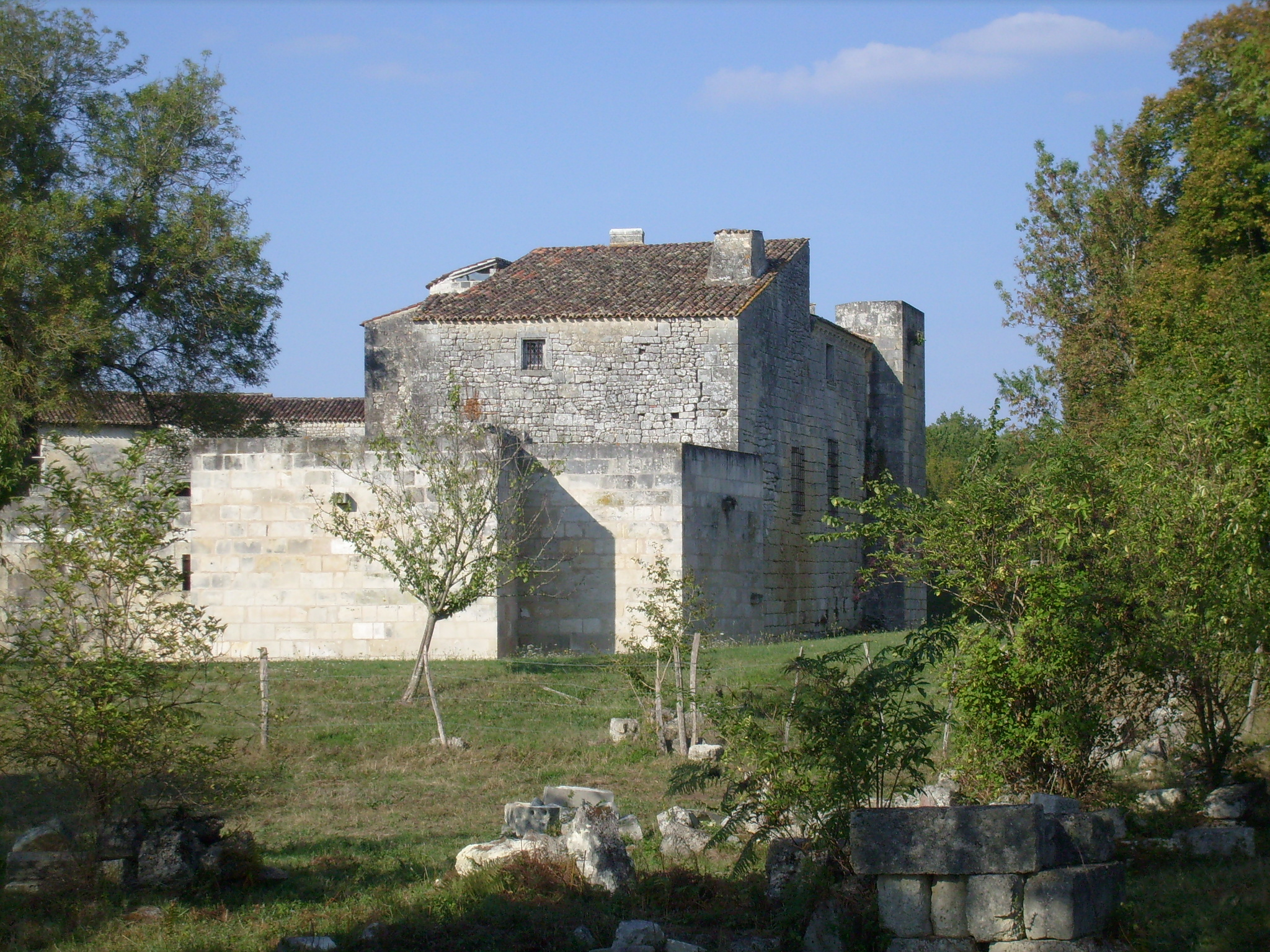
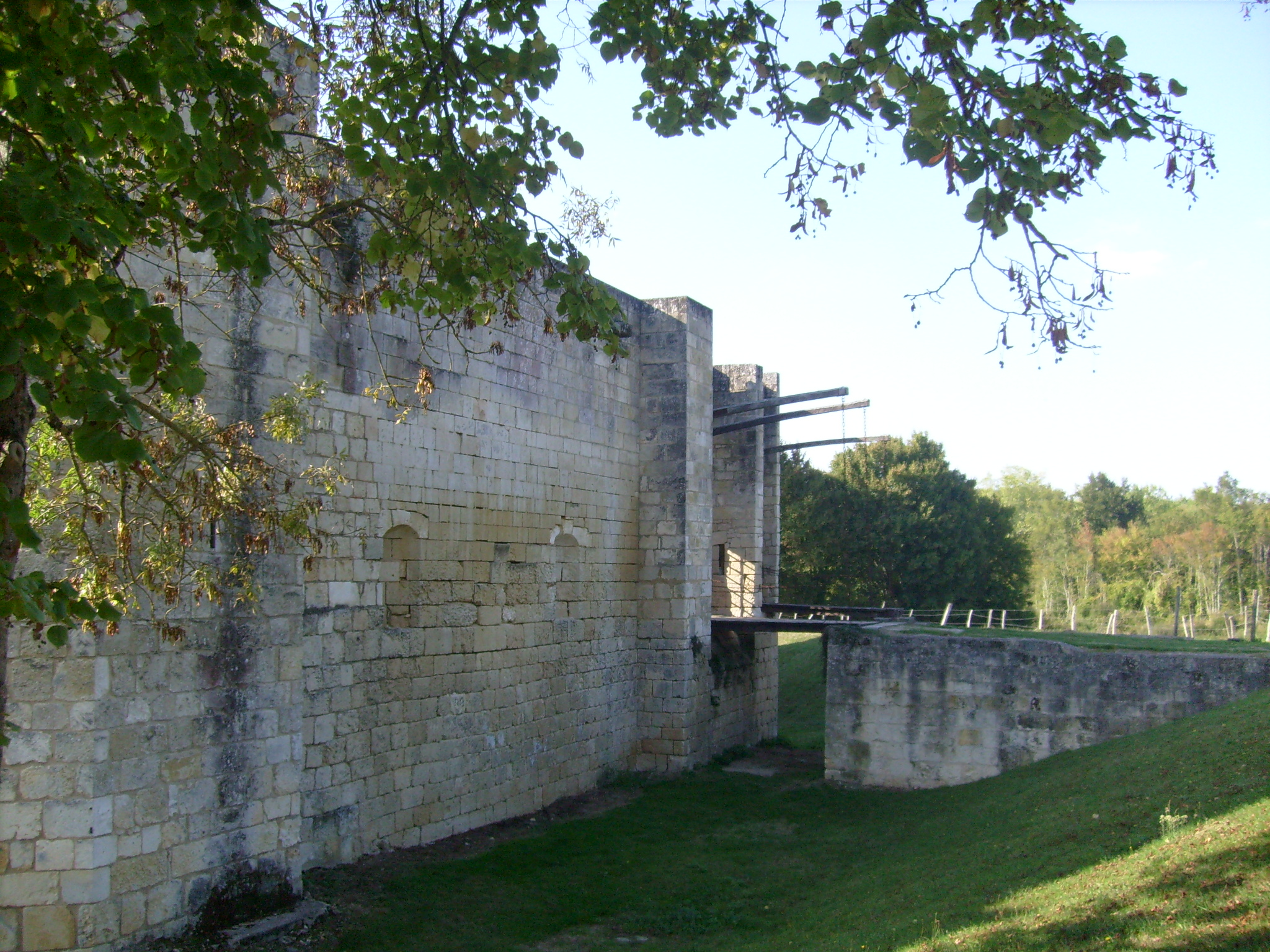

## Visites
En juillet et août.